# Presidential Cruises
Presidential Cruises je lodní společnost v oblasti ochrany životního prostředí na Vltavě v centru Prahy. Jako první v Praze postavila lodní park výhradně na elektricky poháněných dřevěných člunech využívajících ekologicky šetrné technologie, čímž omezila hluk a exhalace v oblasti Čertovky a bezprostředním okolí ostrova Kampa. Respektuje tak místní rezidenty a prostředí pražské památkové rezervace.
Společnost spolupracuje s pražským hotelem Four Seasons.  Časopis Forbes zařadil plavbu s Presidential Cruises mezi 6 mimořádných cestovatelských zážitků ve světě.

## Lodní Park
Lodě z flotily Presidential cruises nesou jména československých prezidentů a prvních dam. 
- Elektroloď Prezident Masaryk
- Elektroloď Charlotte Garrigue